# Kurt Ziesché

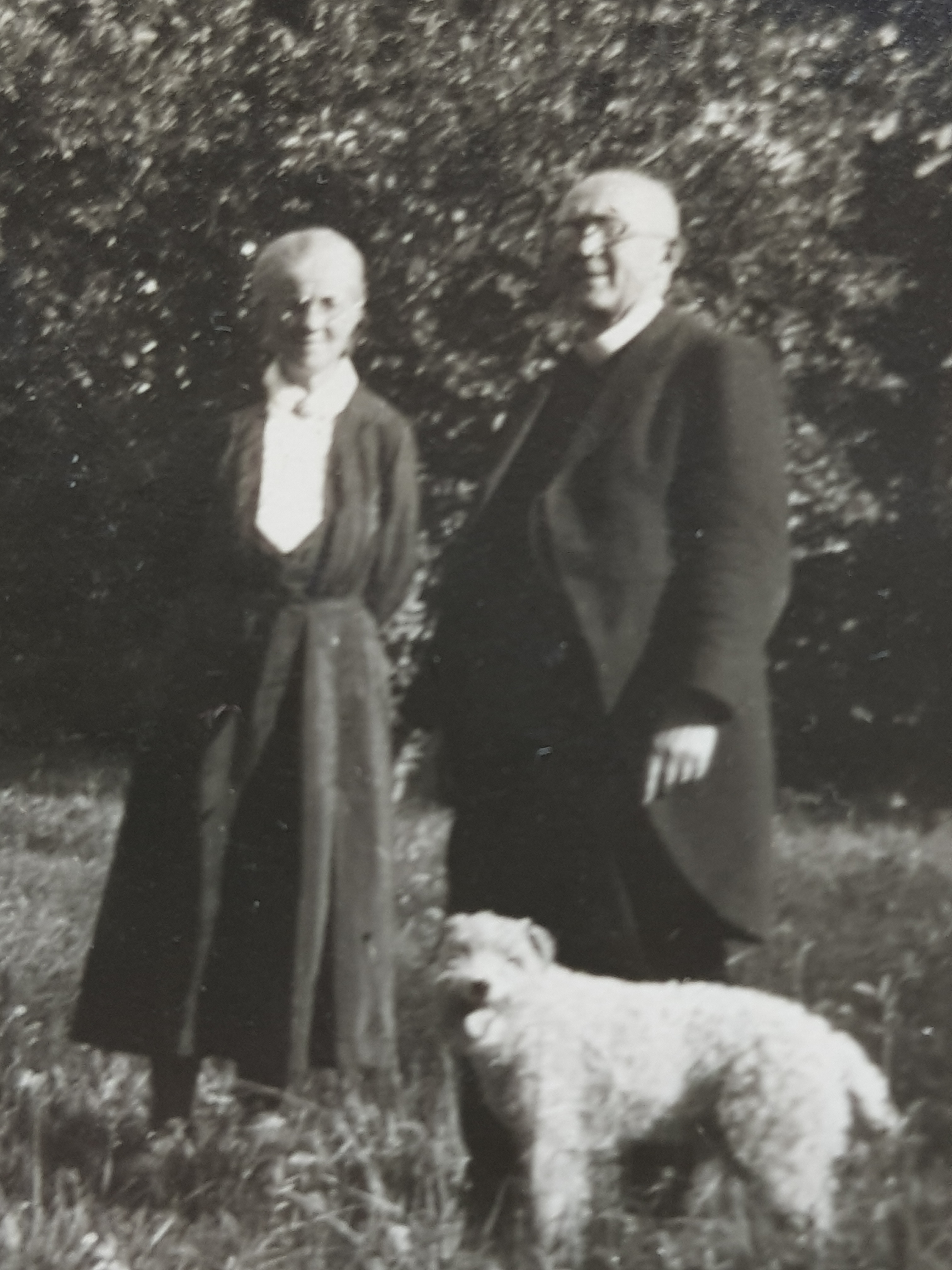
1945 in Groß Merzdorf bei Strehlitz

Kurt Ziesché (* 10. Oktober 1876 in Breslau, Provinz Schlesien; † 12. November 1971 in Frickenhausen am Main) war ein deutscher römisch-katholischer Priester und Professor.

## Leben
Kurt Franz Jost Ziesché war der Sohn von Martha Agatha Natalie Faltin und dem Lehrer Georg Hermogenes Robert Ziesché. Er wurde am 25. Juni 1900 zum Priester geweiht. Ab 1904 studierte er in Rom und lebte am Priesterkolleg Päpstlichen Institut Santa Maria dell’Anima. Als Fürstbischöflicher Geheimsekretär und Dr. philos. 1908 promovierte er mit der Dissertation „Über die Lehre des hl. Bonaventura“. 1909 habilitierte er an der Universität Breslau bei Joseph Pohle mit der Schrift „Sakramentallehre des Wilhelm von Auvergne“ und wirkte dort anschließend als Privatdozent.
In der Katholischen Fakultät der Breslauer Universität galt Kurt Ziesché als deutschnationaler Kollege und als antijudaischer Exponent des von Martin Spahn vertretenen Rechtskatholizismus.
Am 4. August 1917, bei einer Sitzung der Zentrumspartei im Wahlkreis Schweidnitz-Striegau hielt er als Pfarrer von Strehlitz, dort seit 1911, eine programmatische Rede. Einstimmig angenommen wird die Resolution: „In unerschütterlichem Vertrauen auf den Sieg der deutschen Waffen stellt sich die Zentrums-Partei des Wahlkreises Schweidnitz-Striegau auf den treu vaterländischen Standpunkt des Reichsausschusses der Zentrumspartei und der Breslauer Parteifreunde.“
Walter Ferber zählte ihn und Eduard Stadtier zu den antidemokratischen Katholiken der 1920er Jahre neben den hinlänglich bekannten Martin Spahn, Othmar Spann und Carl Schmitt.
Ziesché gehörte zu den bekanntesten Gründern und Mitgliedern am 24. November 1918 gegründeten  Deutschnationalen Volkspartei (DNVP). Deren Programmatik enthielt Nationalismus, Nationalliberalismus, Antisemitismus, kaiserlich-monarchistischen Konservatismus sowie völkische Elemente. Er veröffentlichte 1925 eine ausführliche Diskussion der Judenfrage, verbunden mit einem klaren politischen Bekenntnis zur DNVP. Laut Breuning war er „der einflussreichste Geist der katholischen Rechten“. Sein Buch Das Königtum Christi in Europa, das 1926 mit dem Imprimatur des Bistums Regensburg erschien, kam einem intellektuellen und politischen Manifest der katholischen Rechten gleich. Es war ein Versuch, die katholische Rechte innerhalb des Spektrums der katholischen und konservativen Politik in der Weimarer Republik außerhalb der Zentrumspartei zu positionieren.
Aus dem Reichskatholischen Komitee und der DNVP trat er 1929 aus.
Nach der Vertreibung aus Schlesien hielt er Gastvorlesungen an der Philosophisch-Theologischen Hochschule Königstein. Danach wirkte er im Bistum Würzburg und war zuletzt Seelsorger an der Pfarrkirche St. Gallus in Frickenhausen am Main.

## Schriften (Auswahl)
- Die Lehre von Materie und Form bei Bonaventura, Ziesche, Kurt. (1900) – In: Philosophisches Jahrbuch vol. 13 (1900) p. 1–21.
- Die Naturlehre Bonaventuras, Ziesche, Kurt. (1908) – In: Philosophisches Jahrbuch vol. 21 (1908) p. 56–89, 156–189
- Des hl. Bonaventura Lehre von der logischpsychologischen Analyse des Glaubensaktes. R. Nischkowsky, Breslau 1908, OCLC 315965425 (zugleich Dissertation, Breslau 1908).
- Die Sakramentallehre des Wilhelm von Auvergne, Habilitationsschrift der Katholisch-theologischen Fakultät der Universität Breslau zur Erlangung der venia legendi, Breslau 1909.
- Verstand und Wille beim Glaubensakt: Eine spekulativ-hist. Studie aus d. Scholastik im Anschlusse an Bonaventura, Dr. Kurt Ziesché, Breslau Schöningh, 1909.
- Sakramentenlehre des Wilhelm von Auvergne, Ziesche, Kurt. Breslau 1911.
- Über die politische und parteipolitische Stellung der katholischen Deutschen, Monographie, 52 Seiten, ca. vor 1919.; abgerufen am 22. Dezember 2023.
- Über Katholische Theologie, Paderborn, Schönigh 1919.
- Über die politische und parteipolitische Stellung der katholischen Deutschen. Krause, Breslau 1921, OCLC 718864852.
- Das Königtum Christi in Europa. Manz, Regensburg 1926, mit Imprimatur des Bistums Regensburg OCLC 238814285.
- Über den bevorstehenden Schulkampf in Deutschland, G.J. Manz, Regensburg 1927. Beinhaltet: Die Kampfgesetze und der Kampfpreis im deutschen Schulkampf./ Über politische Betrachtung der Volksschulfragen./ Das Wesen des deutschen Staates und seine Abspiegelung in den deutschen Volksschulen./ Deutsche politische Wünsche an die deutsche Volksschule./ Die konfessionellen Tatsachen in Deutschland und die deutsche Volksschule./ Die berechtigten Forderungen der Konfessionen an die Volksschule./ Gegner der konfessionellen Volksschulen in der Lehrerschaft./ Gegner der Konfessionsschule unter der Arbeiterschaft./ Die konfessionelle Volksschule als Grundlage der nationalen Einheit.
- Ordnung der Liebe – Anmerkungen zur heiligen Schrift von Kurt Ziesche, Verlag Styria, Graz-Leipzig 1934.
- Kulisse, Fassade, Routine – oder religiöse Wirklichkeit – Ein Korreferat, 1. Der Zugang zu Gott. 2. Die Liebe Gottes. 3. Die Sünde. 4. Das Zeugnis der Jünger. 5. Der Weg zur Buße und zum Reiche Gottes.

Als Manuskript gedruckt, Würzburg 1963.